# Breakdance (film)
Breakdance (Breakin') è un film del 1984 diretto da Joel Silberg ambientato nel mondo della break dance di Los Angeles.
È uno dei film che hanno contribuito alla diffusione internazionale del b-boying e delle danze hip hop. La storia racconta le vicende di Kelly, una giovane ballerina accademica che incontra Ozoone e Turbo, due ballerini di strada, gettando un ponte fra due mondi apparentemente opposti.
Nello stesso anno è uscito il sequel: Breakdance 2, di genere musical, in cui ritroviamo i protagonisti della pellicola originale battersi per la difesa del loro luogo di ritrovo e di espressione: il "Miracles".

## Trama
Kelly, una giovane e determinata ballerina di Los Angeles, incontra Ozone e Turbo, due ballerini di strada con cui stringe amicizia e si confronta. Una notte, i due b-boy portano Kelly in un locale dove ragazzi come loro si radunano per ballare ed ascoltare rap. Qui affrontano una battle contro i temutissimi "fratelli piranha" che con l'aiuto di una giovane b-girl surclassano i protagonisti. Successivamente Kelly, delusa dal suo maestro di ballo, decide di cimentarsi nella breakdance per aiutare Ozone e Turbo nella rivincita contro i fratelli piranha e partecipare ad un'importante audizione nel mondo della danza professionistica. Dopo aver battuto i b-boy rivali, Ozone e Turbo rimangono delusi dagli atteggiamenti del mondo accademico nei loro confronti e minacciano Kelly di non prendere parte all'audizione. Nel finale, determinati a dimostrare che la loro danza è degna di rispetto come tutte le altre, i tre partecipano all'audizione con straordinario successo così da poter realizzare il loro primo spettacolo in teatro.

## Produzione

### Riprese
Le riprese del film si svolsero interamente in California tra il dicembre del 1983 e il febbraio del 1984. Le location principali del film sono:
- Interni ed esterni del negozio dove Turbo balla con la scopa in 4323 Melrose Avenue, Los Angeles.
- Centro sociale Radiotron dove si svolgono scene di Breakdance in 715 S Park View St, Los Angeles.
- Scene sulla spiaggia in Venice Beach, Los Angeles.
- Audizione senza successo di Kelly in Avalon Hollywood 1735 Vine Street, Los Angeles.
- Julie Kaye's Dance Studios in 6514 Lankershim Boulevard. North Hollywood presso Debbie Reynolds Dance Studio.
- Ristorante dove lavora Kelly in 9609 Venice Blvd, Culver City.
- Dance studio in 1041 N McCadden Pl, Los Angeles.

## Colonna sonora
La colonna sonora del film è stata pubblicata dalla Polydor Records nel 1984. L'album contiene la prima performance di Ice-T in un album (che aveva precedentemente inciso solo qualche singolo), prodotto da DJ Chris "The Glove" Taylor & David Storrs.

### Tracce
1. Ollie & Jerry – Breakin'... There's No Stopping Us - 4:34
2. Bar-Kays Freakshow On The Dancefloor 4:42
3. Hot Streak – Body Work 4:22
4. Carol Lynn Townes – 99 1/2 4:02
5. Ollie & Jerry – Showdown 3:57
6. 3-V – Heart Of The Beat 4:18
7. Fire Fox – Street People 3:23
8. Re-Flex – Cut It 3:11
9. Rufus & Chaka Khan – Ain't Nobody 4:45
10. Chris "The Glove" Taylor & Dave Storrs – Reckless 3:57

Nonostante non siano inclusi nella colonna sonora ufficiale,il film contiene altri brani precedentemente pubblicati come "Boogie Down" di Al Jarreau,"Tour de France" dei Kraftwerk,"Beat Box" degli Art of Noise e "Tibetan Jam" di Chris "The Glove" Taylor

## Distribuzione

### Data di uscita
Alcune date di uscita internazionali nel corso del 1984 sono state:
- 4 maggio 1984 negli Stati Uniti (Breakin')

- 19 ottobre 1984 in Italia

## Accoglienza

### Incassi
Ha incassato 38,7 milioni di dollari in 242 giorni/34 settimane di programmazione.

## Curiosità
- Il film vede la presenza come comparse degli ancora sconosciuti Jean-Claude Van Damme e Michel Qissi (impersonano due giovani bagnanti sulla spiaggia).[senza fonte]